# ルノー・25
ルノー・25(Renault 25,R25)は、フランスの自動車製造会社であるルノーが製造したハッチバック型の乗用車である。フランス語では「25」を「ヴァンサンク」(仏: 	vingt-cinq)と読む。

## 概要
1983年11月にルノーの最高級車種20、および30の後継型として発売された。シートを本革であつらえ、専用スーツケースを備えた高級バージョンの「バカラ」（Baccara ）も用意されるなど、名実ともにフランスの最高級車であった。空気抵抗はCd値0.28と極めて低い。加えてこの数値は、当時最新の凹凸を極限まで抑えたフラッシュサーフェイスボディの成果で、アウディ・100を凌ぐ。
後席スペース拡大のためホイールベースを227mm延長したリムジン（Limousine ）も生産され、標準車と同様の後席の他、2人がけ電動リクライニングシートの設定があった。これらは当時のフランス大統領専用車（フランソワ・ミッテラン大統領時代）や駐日フランス特命全権大使の公用車としても採用された。
1988年に外装を中心に大規模な変更を受けてフェーズIIとなったが1992年に生産を終了、後継モデルのサフランに引き継がれた。

## エンジン
| フェーズI J7T型 |  | フェーズII J7R型 |
| フェーズI J7T型 |  | フェーズII J7R型 |

駆動方式は縦置きFFのみで、前からエンジン、デフ、トランスミッションと並び、エンジンがフロントオーバーハングにかかるレイアウトを採る。
フェーズIでは、ルノー、プジョー、ボルボが共同開発したPRVエンジンのZ7V型V型6気筒SOHCボアφ88.0×ストローク73.0mmで2,664cc、インジェクションで144PS/5,500rpm、22.4kgm/3,00rpmを筆頭に、直列4気筒J7T型2,165cc123PSとJ6R型1,995cc103PSガソリンエンジンと、J8S型4気筒2,068cc64PSの自然吸気とターボ付きのディーゼルエンジンがラインナップされ、1985年にアルピーヌ・V6 ターボ用とほぼ共通のV型6気筒・2.5L（Z7U型2,458cc）ガソリンターボが追加された。
V型6気筒モデルで1985年のデータでは最高速201km/h、0-100km/h10秒、1986年のデータでは最高速196km/h、0-100km/h11.3秒。
フェーズIIではV6がZ7W型2,849ccに変更、自然吸気のディーゼルが廃止され、1989年に直列4気筒1,995ccガソリンエンジンが12バルブのJ7R型120PSに切り替わった。

## ボディ

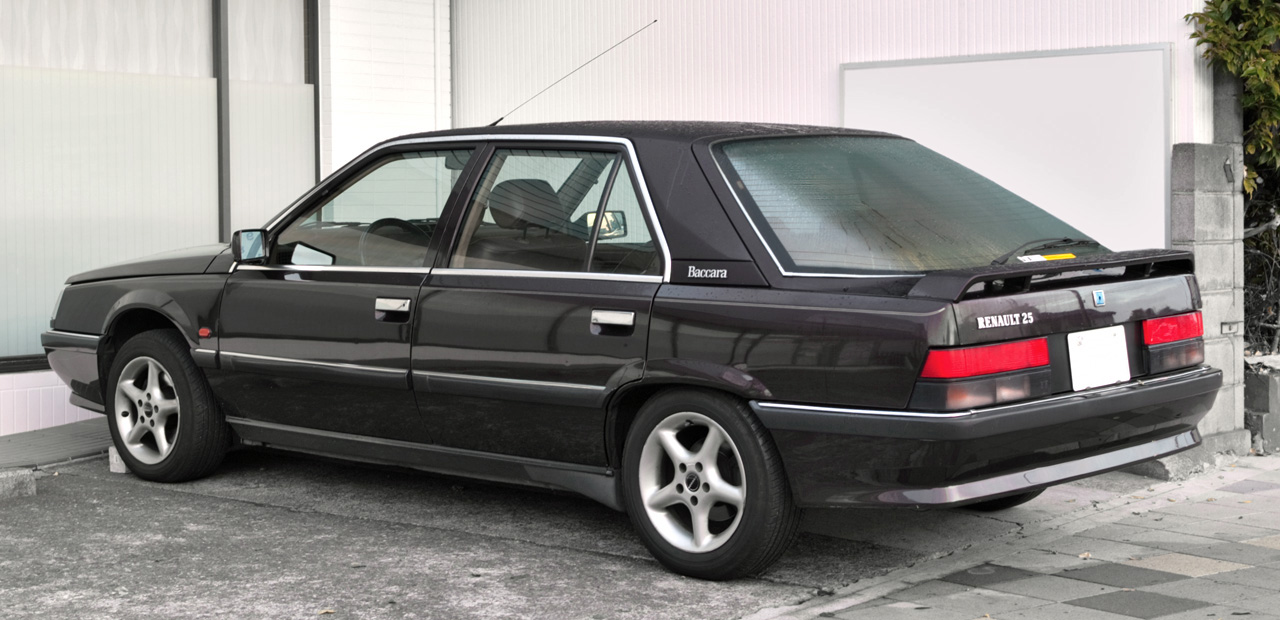
フェーズIIバカラ

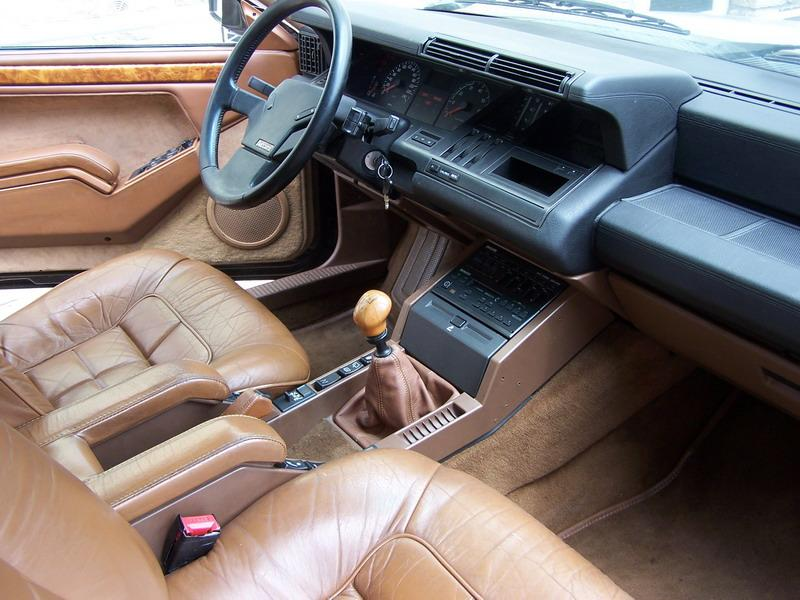
フェーズIIバカラのインテリア

ボディサイズは全長4,650mm×全幅1,770mm×全高1,405mm、ホイールベース2,725mm（リムジンを除く）、1,290kg（2,664cc、V6）。ボディ形状はこの車格では珍しく5ドアのハッチバックのみであった。これはルノー 16に始まり、20および30から引き継がれたもので、後継モデルのサフラン、ヴェルサティスも同じであることから、ルノー製高級車の伝統と言える。
内装はマルチェロ・ガンディーニがスタイリングしており、ダッシュボードの特徴的な造形が目を引く。

## 日本への輸入
当時のインポーターであったジヤクス・カーセールス（JAX）により、1984年夏にV型6気筒エンジンを搭載した25V6iが3ATの仕様で導入された。
フェーズIIへの移行は1989年式からで、V型6気筒エンジンを搭載した25V6iと、2,165ccの直列4気筒エンジンを搭載した25GTXが輸入された。
1990年から25バカラが輸入された。

## 関連モデル

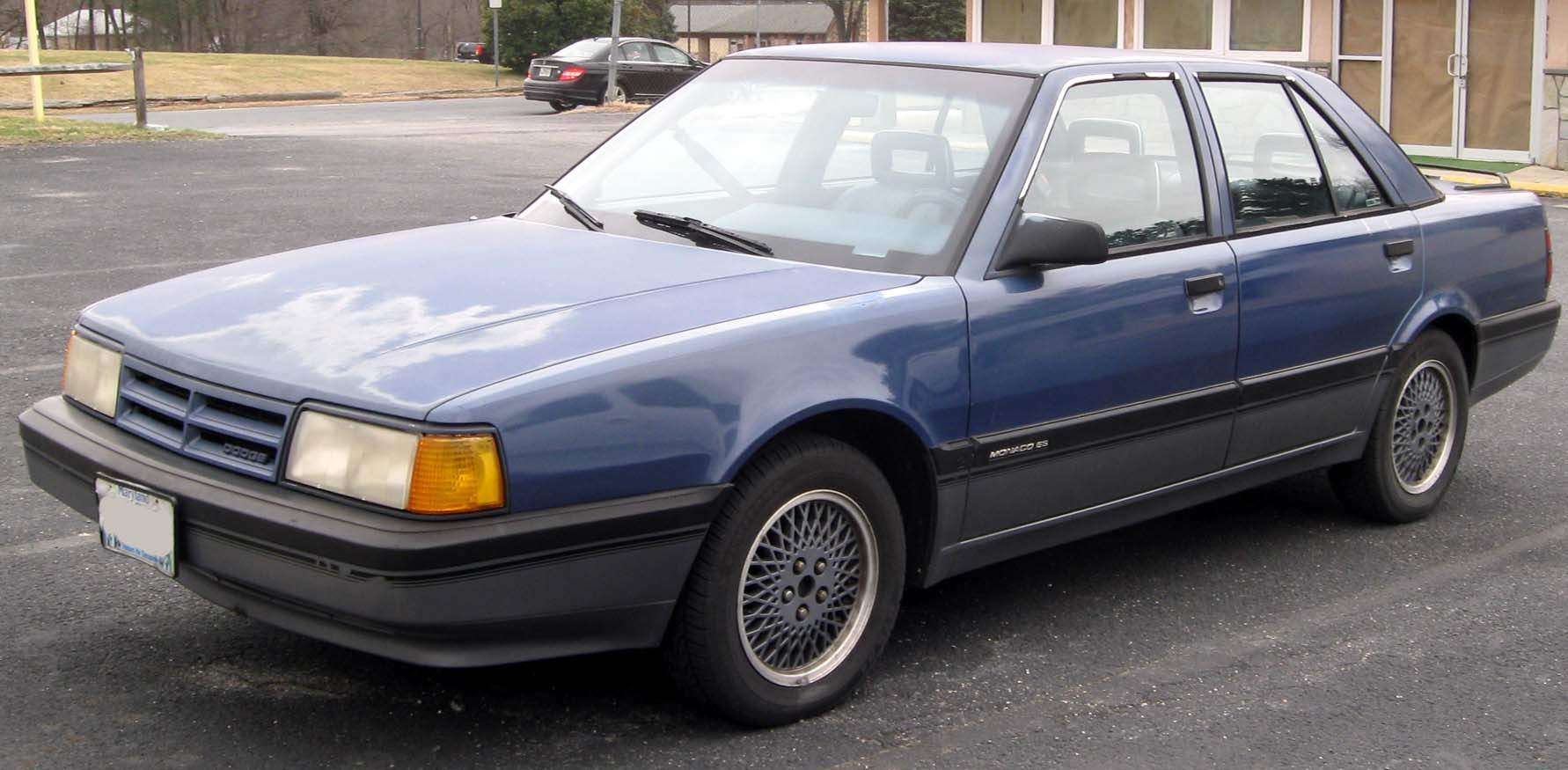
ダッジ・モナコ
1990 - 1992

アメリカでは当時ルノーと提携していたクライスラーから、ジョルジェット・ジウジアーロのスタイリングによって寸法を拡大し、4ドアボディにモディファイされたモデルがカナダのアメリカン・モーターズ（AMC）の工場で生産され、イーグル・プレミア及びダッジ・モナコの名で販売された。

## 関連事項
- ルノー
- リー・アイアコッカ
- ルノー・ジャポン
- ルノー・ヴェルサティス